# OFCネイションズカップ1998
OFCネイションズカップ1998は、第4回目のOFCネイションズカップであり、オセアニア各国の代表チームによって争われるサッカーの大会である。本大会は、オーストラリアのブリスベンにあるサンコープ・スタジアムで1998年9月25日から同年10月4日にかけて行われ、ニュージーランドが3大会ぶり2回目の優勝を決め、コンフェデレーションズカップオセアニア代表として出場した。

## 出場国
- オーストラリア (開催国)
- ニュージーランド (シード国)
- タヒチ (ポリネシアカップ1998優勝)
- クック諸島 (ポリネシアカップ1998準優勝)
- バヌアツ (メラネシアカップ1998優勝)
- フィジー (メラネシアカップ1998優勝)

## 本大会

### 1次リーグ

#### グループ1
|                  | 点 | 試 | 勝 | 分 | 負 | 得 | 失 |
| ---------------- | -- | -- | -- | -- | -- | -- | -- |
| ニュージーランド | 6  | 2  | 2  | 0  | 0  | 9  | 1  |
| タヒチ           | 3  | 2  | 1  | 0  | 1  | 5  | 2  |
| バヌアツ         | 0  | 2  | 0  | 0  | 2  | 2  | 13 |

1998年9月25日
| ニュージーランド | 1 - 0 | タヒチ |

1998年9月28日
| ニュージーランド | 8 - 1 | バヌアツ |

1998年9月30日
| タヒチ | 5 - 1 | バヌアツ |

#### グループ2
|                | 点 | 試 | 勝 | 分 | 負 | 得 | 失 |
| -------------- | -- | -- | -- | -- | -- | -- | -- |
| オーストラリア | 6  | 2  | 2  | 0  | 0  | 19 | 1  |
| フィジー       | 3  | 2  | 1  | 0  | 1  | 4  | 3  |
| クック諸島     | 0  | 2  | 0  | 0  | 2  | 0  | 19 |

1998年9月25日
| オーストラリア | 3 - 1 | フィジー |

1998年9月28日
| オーストラリア | 16 - 0 | クック諸島 |

1998年9月30日
| フィジー | 3 - 0 | クック諸島 |

### 準決勝
1998年10月2日
| オーストラリア | 4 - 1 | タヒチ |

1998年10月2日
| ニュージーランド | 1 - 0 | フィジー |

### 3位決定戦
1998年10月4日
| フィジー | 4 - 2 | タヒチ |

### 決勝
| 4 October 1998 |

| ニュージーランド | 1–0      | オーストラリア |
| バートン 24分    | (Report) |                |

| Suncorp Stadium, Brisbane 観客数: 12,000 主審: Massimo Raveino (Tahiti) |

| OFCネイションズカップ1998優勝国     |
| ----------------------------------- |
| · ニュージーランド · 3大会ぶり2回目 |